# María Olay
María Olay García (nacida el 3 de junio de 1978, en Gijón), es una exnadadora asturiana nacida en Gijón, que desarrolló su actividad en el Club Natación Santa Olaya. Ganó la medalla de bronce en la prueba 4 x 100 metros estilos en los Campeontaos de Europa de Viena. Fue seleccionada para participar en los Juegos Olímpicos de Atlanta 1996.

## Biografía
Descubierta por Carlos Carnero en 1990, por sus aptitudes para la natación, fue seleccionada rápidamente para competir con el equipo absoluto. 
En 1992, con motivo de los Juegos Olímpicos de Barcelona 1992, formó parte del relevo que llevó la antorcha olímpica, a su paso por Asturias.
En 1996, tras ganar las pruebas de 50 metros braza, 100 metros braza y ser bronce en 200 metros braza en los Campeonatos de España, donde se decidió el equipo que iría a los Juegos Olímpicos de Atlanta 1996, fue seleccionada para ir con la selección española.
En los Juegos Olímpicos, quedó en el puesto 28 en 100 metros braza y en el puesto 15 en el relevo de 4 x 100 metros estilos.
Después de las Olimpiadas, marchó a estudiar a Estados Unidos, en Los Ángeles, California, donde siguió nadando.

## Palmarés
- Mejor deportista asturiana (1995)
- Campeona de España en 50 metros braza (1995)
- Campeona de España en 100 metros braza (1994, 1995)
- Subcampeona de España en 200 metros braza (1994, 1995)
- Plusmarquista española en 100 metros braza, en piscina larga (1994 y 1996)
- Mejores Marcas Nacionales en 100 metros y 200 metros braza (15, 16 y 17 años)
- Subcampeona de Europa Junior en 100 metros braza (1993)